# فریدون ناصحی
فریدون ناصِحی (زادهٔ ۱۳۳۶) موسیقی‌دان، مدرس و نوازندهٔ پیانو اهل ایران است.

## زندگی‌نامه
فریدون ناصحی در سال ۱۳۳۶ متولد شد. پدرش حسین ناصحی، از موسیقی‌دانان سرشناس ایرانی بود و به همین سبب او نیز به موسیقی گرایش پیدا کرد. فریدون ناصحی از شانزده سالگی همکاری خود را به عنوان نوازندهٔ پیانو با تلویزیون ملی ایران آغاز کرد. او دو سال بعد، در سال ۱۳۵۴ موفق به دریافت بورسیهٔ تحصیلی شد و برای ادامهٔ تحصیل به آلمان سفر کرد. وی پس از پایان تحصیلات موسیقیِ خود در رشتهٔ سولیستی پیانو، از آکادمی موسیقی برلین و اجرای چندین رسیتال پیانو در آلمان و اتریش، به ایران بازگشت. ناصحی پس از بازگشت به ایران فعالیت‌های هنری خود را با تدریس پیانو و همکاری با هنرمندانی همچون فریدون ناصری، ایرج صهبایی و نادر مشایخی، ادامه داد. او کنسرت‌های متعددی را با ارکسترهای ایرانی و خارجی به اجرا گذاشته‌است.

## فعالیت‌های هنری
از جمله فعالیت‌های هنری فریدون ناصحی می‌توان به موارد زیر اشاره کرد:
همکاری با رادیو تلویزیون ملی ایران، همکاری با ارکستر سمفونیک تهران، سولیست مهمانِ ارکستر کومیتاس ارمنستان به رهبری امیل خاچاطوریان، برگزاری متعدد رسیتال‌های پیانو